# شیگه‌ئو کوبایاشی
شیگه‌ئو کوبایاشی (انگلیسی: Shigeo Kobayashi؛ زادهٔ ۲۱ آوریل ۱۹۷۰) بازیگر اهل ژاپن است.
از فیلم‌ها یا برنامه‌های تلویزیونی که وی در آن نقش داشته‌است می‌توان به گلهای جنگ، گل و مار اشاره کرد.